# Croissant Sportif de M’saken
Croissant Sportif de M’saken (arabisch الهلال الرياضي بمساكن, DMG al-Hilāl ar-Riyāḍī bi-Masākin, kurz CS M’saken) ist ein Sportverein aus M’saken in der tunesischen Region des Sahels. Die Vereinsfarben des 1945 gegründeten Klubs sind Grün und Rot.
Die größten Sparten sind Fußball, Handball und Boxen. Bis in die 1980er Jahre gab es auch eine Rugby-Abteilung, die sich inzwischen unter dem Namen Association Sportive de M’saken ausgegliedert hat.
Das Fußballteam erreichte in der Saison 2005/06 als erster Viertligist das Halbfinale des national Pokals.
In der Saison 2021/22 erreichte CS M’saken das Viertelfinale des tunesischen Pokalwettbewerbs, wo die Mannschaft gegen die AS Marsa ausschied. Zuvor hatte sie in einer Überraschung den Rekordmeister Espérance Tunis im Heimspiel nach einem 1:1 nach regulärer Spielzeit mit 6:5 im Elfmeterschießen besiegt.

## Beste Ergebnisse im Pokal
- Tunesischer Fußball-Pokal
  - Achtelfinale: 2008, 2016, 2017, 2019, 2023, 2025
  - Viertelfinale: 2022
  - Halbfinale: 2006

## Ehemalige Spieler
- Zoubaier Baya